# 博學宏辭科
博學宏辭科（或作宏詞、鴻詞、弘辭等），又稱博學鴻儒科。為中國、越南古代科舉制科的一種，其榜首稱為敕頭。

## 沿革
中國歷史上，博學鴻儒科最早始于唐玄宗开元年间，称“博学宏词”，且作“博学弘辭”。時屬吏部科目，寒門進士通常要通過博學宏辭科，才能就仕，門閥士族參與的明經科，通常不用，也通不過此科目。宋朝亦設此科。北宋後期到南宋，詞科名稱嘗三變，考試內容與選材標準亦隨之更改。哲宗紹聖二年設名為“宏詞科”，著眼於“詞藻宏麗、文章秀異”。徽宗大觀四年改立“詞學兼茂科”。高宗紹興三年又改為“博學宏詞科”。
清代康熙十七年（1678年），三藩之亂平，國勢基本穩定。康熙十七年正月，康熙帝稱：“自古，一代之兴，必有博学鸿儒，振起文运，阐发经史，润色词章，以备顾问著作之选。朕万几余暇，游心文翰，思得博学之士，用资典学……凡有学行兼优、文词卓越之士，不论已仕未仕，令在京三品以上，及科道官员，在外督抚布按，各举所知，朕将亲试录用。”令各地舉薦並送至燕京。因天氣寒冷，考试时间改为隔年三月。不少士人為求被薦舉，四處請託。
康熙十八年（1679年）三月初一日，全國獲荐举者共143人，齐集太和殿，後赴体仁阁应试，試題是《璇璣玉衡賦》、《省耕詩五言排律二十韻》。康熙帝在保和殿御试，宣布录取博学鸿儒彭孙遹等50人，其中一等20名、二等30名，合約占應試人數的三分之一，授以侍读、侍讲、编修、检讨等职，并入“明史馆”纂修《明史》，汪琬、尤侗、湯斌、施閏章、毛奇龄等名家大儒均在此列。其中朱彝尊、嚴繩孫、潘耒、李因篤四人以布衣身分入选，时称“四大布衣”。
有不少明朝遺老寧願冒著被處死的危險，力辭不就無論如何，康熙帝重视和优待汉族知识分子的态度，获得士大夫的好评。黄宗羲稱：“庶几同学之士，共起讲堂，以赞右文之治。”
雍正十一年（1733年），雍正帝曾下詔舉行博學鴻詞科，下令各省督撫推薦，但反應不佳，僅河東督臣薦舉一人，直隸督臣薦舉二人而已。二年後，雍正駕崩，遂無下文。
乾隆元年（1735年），各省推薦一百七十六人，取十五人，杭世駿在此列；次年（1736年），又取四人。乾隆中期，為了避諱乾隆帝名“弘曆”之“弘”，書中傳鈔“弘辭”、“宏词”等字樣，一律改為“鴻”，以避免文字獄。道光三十年（1850年），候補京堂張錫庚請復開博學鴻詞科，以備人才。禮部以為非當務之急而議止。

### 越南博學宏材科
阮朝嗣德四年（1851年），嗣德帝下令開制科，中舉者稱博學宏材吉士。

## 康熙己未科博學鴻詞
| 甲次       | 姓名    | 字號             | 生年   | 卒年   | 籍貫       | 授職/官至    | 備註   | 图片 |
| ---------- | ------- | ---------------- | ------ | ------ | ---------- | ------------ | ------ | ---- |
| 一等第1名  | 彭孫遹  | 字駿孫，號羨門   | 1631年 | 1700年 | 浙江海鹽縣 | 授翰林院檢討 |        |      |
| 一等第2名  | 倪 燦   | 字闇公，號雁園   | 1626年 | 1687年 | 江南上元縣 | 授翰林院檢討 |        |      |
| 一等第3名  | 張 烈   | 字武承，號孜堂   | 1622年 | 1685年 | 直隸大興縣 | 授翰林院編修 |        |      |
| 一等第4名  | 汪 霦   | 字朝采           |        |        | 浙江平湖縣 |              |        |      |
| 一等第5名  | 喬 萊   | 字石林           | 1642年 | 1694年 | 江南寶應縣 |              |        |      |
| 一等第6名  | 王頊齡  | 字顓士，號瑁湖   | 1642年 | 1725年 | 江南華亭縣 |              |        |      |
| 一等第7名  | 李因篤  | 字子德，號天生   | 1631年 | 不詳   | 陝西富平縣 | 授翰林院檢討 |        |      |
| 一等第8名  | 秦松齡  | 字留仙，號對巖   | 1637年 | 1714年 | 江南無錫縣 |              |        |      |
| 一等第9名  | 周清原  |                  |        |        | 江南武進縣 |              |        |      |
| 一等第10名 | 陳維崧  | 字其年，號迦陵   | 1625年 | 1682年 | 江南宜興縣 |              |        |      |
| 一等第11名 | 徐嘉炎  | 字勝力，號華隱   | 1631年 | 1703年 | 浙江秀水縣 | 授翰林院檢討 |        |      |
| 一等第12名 | 陸 葇   | 字次友           | 1630年 | 1699年 | 浙江平湖縣 |              |        |      |
| 一等第13名 | 馮 勗   | 字方寅，號勉曾   |        |        | 江南長洲縣 | 授翰林院檢討 |        |      |
| 一等第14名 | 錢中諧  | 字宮聲           |        |        | 江南吳縣   | 授翰林院編修 |        |      |
| 一等第15名 | 汪 楫   | 字舟次，號悔齋   | 1636年 | 1689年 | 江南休寧縣 | 授翰林院檢討 |        |      |
| 一等第16名 | 袁 佑   | 字杜少，號霽軒   |        |        | 直隸東明縣 | 授翰林院編修 |        |      |
| 一等第17名 | 朱彝尊  | 字錫鬯，號竹垞   | 1629年 | 1709年 | 浙江嘉興縣 | 授翰林院檢討 |        |      |
| 一等第18名 | 湯 斌   | 字孔伯，號荊峴   | 1627年 | 1687年 | 河南睢州   | 授翰林院侍講 | 諡文正 |      |
| 一等第19名 | 汪 琬   | 字苕文，號鈍翁   | 1624年 | 1691年 | 江南長洲縣 | 授翰林院編修 |        |      |
| 一等第20名 | 丘象隨  | 字季貞，號西軒   | 不詳   | 不詳   | 浙江山陰縣 | 授翰林院檢討 |        |      |
| 二等第1名  | 李來泰  | 字仲章，號石臺   | 1631年 | 1684年 | 江西臨川縣 | 授翰林院侍講 |        |      |
| 二等第2名  | 潘 耒   | 字次耕，又字稼堂 | 1646年 | 1708年 | 江南吳江縣 |              |        |      |
| 二等第3名  | 沈 珩   | 字昭子，號耿岩   | 1619年 | 1695年 | 浙江海鹽縣 | 授翰林院編修 |        |      |
| 二等第4名  | 施閏章  | 字尚白，號愚山   | 1618年 | 1683年 | 江南宣城縣 | 授翰林院侍講 |        |      |
| 二等第5名  | 米漢雯  | 字紫來，號秀岩   |        |        | 直隸宛平縣 | 授翰林院編修 |        |      |
| 二等第6名  | 黃與堅  | 字庭表，號忍庵   | 1620年 | 1701年 | 江南太倉縣 | 授翰林院編修 |        |      |
| 二等第7名  | 李 鎧   | 字公凱，號惺庵   |        |        |            | 授翰林院編修 |        |      |
| 二等第8名  | 徐 釚   |                  | 1636年 | 1708年 | 江南吳江縣 | 授翰林院檢討 |        |      |
| 二等第9名  | 沈 筠   |                  |        |        | 浙江仁和縣 | 授翰林院編修 |        |      |
| 二等第10名 | 周慶曾  | 字燕孫，號屺瞻   |        |        | 江南常熟縣 | 授翰林院編修 |        |      |
| 二等第11名 | 尤 侗   | 字同人，號悔庵   | 1618年 | 1704年 | 江南長洲縣 | 授翰林院檢討 |        |      |
| 二等第12名 | 范必英  | 字秋濤，號伏庵   | 1631年 | 1692年 | 江南長洲縣 | 授翰林院檢討 |        |      |
| 二等第13名 | 崔如岳  | 字宗五，號雪峰   | 不詳   | 不詳   | 直隸獲鹿縣 | 授翰林院檢討 |        |      |
| 二等第14名 | 張鴻烈  |                  |        |        |            |              |        |      |
| 二等第15名 | 方象瑛  | 字渭仁           | 1632年 | 不詳   | 浙江遂安縣 | 授翰林院編修 |        |      |
| 二等第16名 | 李澄中  | 字渭清，號愚村   | 1629年 | 1700年 | 山東諸城縣 | 授翰林院檢討 |        |      |
| 二等第17名 | 吳元龍  | 字臥山，號長江   |        |        | 江南婁縣   | 授翰林院侍講 |        |      |
| 二等第18名 | 龐 塏   | 字霽公，號雪崖   | 1657年 | 1725年 | 直隸任丘縣 | 授翰林院檢討 |        |      |
| 二等第19名 | 毛奇齡  | 字大可，號西河   | 1623年 | 1713年 | 浙江蕭山縣 | 授翰林院檢討 |        |      |
| 二等第20名 | 錢金甫  | 字越江           | 1638年 | 1692年 |            | 授翰林院編修 |        |      |
| 一等第21名 | 吳任臣  | 字志伊，號託園   | 1628年 | 1689年 | 浙江仁和縣 | 授翰林院檢討 |        |      |
| 二等第22名 | 陳鴻績  | 字子遜           | 不詳   | 1679年 | 浙江鄞縣   | 授翰林院檢討 |        |      |
| 二等第23名 | 曹宜溥  | 字子仁，號鳳岡   |        |        | 江西東鄉縣 | 授翰林院檢討 |        |      |
| 二等第24名 | 毛升芳  | 字允大，號乳雪   |        |        | 浙江遂安縣 | 授翰林院檢討 |        |      |
| 二等第25名 | \|曹 禾 | 字頌嘉，號峨嵋   | 1637年 | 1699年 | 江南江陰縣 | 授翰林院編修 |        |      |
| 二等第26名 | 黎 騫   |                  |        |        | 江西清江縣 | 授翰林院檢討 |        |      |
| 二等第27名 | 高 詠   | 字阮懷           |        |        | 江南宣城縣 | 授翰林院檢討 |        |      |
| 二等第28名 | 龍 燮   | 字理侯，號石樓   | 1640年 | 1697年 | 江南望江縣 | 授翰林院檢討 |        |      |
| 二等第29名 | 邵遠平  | 字戒三，號呂璜   | 不詳   | 不詳   | 浙江仁和縣 |              |        |      |
| 二等第30名 | 嚴繩孫  | 字蓀友，號秋水   | 1623年 | 1706年 | 江南無錫縣 | 授翰林院檢討 |        |      |

## 乾隆丙辰科博學鴻詞
| 甲次      | 姓名   | 字號             | 生年   | 卒年   | 籍貫       | 授職/官至      | 備註             | 图片 |
| --------- | ------ | ---------------- | ------ | ------ | ---------- | -------------- | ---------------- | ---- |
| 一等第1名 | 劉 綸  | 字如叔，號繩菴   | 1711年 | 1773年 | 江蘇武進縣 |                |                  |      |
| 一等第2名 | 潘安禮 | 字立夫，号东山   | 1690年 |        | 江西南城县 | 授翰林院编修   | 有《东山草堂集》 |      |
| 一等第3名 | 諸 錦  |                  |        |        |            |                |                  |      |
| 一等第4名 | 振     |                  |        |        |            |                |                  |      |
| 一等第5名 | 杭世駿 |                  |        |        |            |                |                  |      |
| 二等第1名 | 楊度汪 |                  |        |        |            | 授翰林院庶吉士 |                  |      |
| 二等第2名 | 陳兆崙 | 字星齋，號句山， | 1700年 | 1771年 | 浙江錢塘縣 | 授翰林院檢討   |                  |      |